# David Thomson (crítico de cine)
David Thomson (Londres, 18 de febrero de 1941) es un crítico e historiador de cine británico afincado en los Estados Unidos y autor de más de 20 libros.
Sus obras de referencia en particular, Have You Seen...?: A Personal Introduction to 1,000 Films (2008) y The New Biographical Dictionary of Film (sexta edición, 2014), han sido elogiados como obras de gran mérito literario y excentricidad a pesar de algunas críticas por autocomplacencia. Benjamin Schwarz, escribiendo en The Atlantic Monthly, lo llamó «probablemente el mayor crítico e historiador de cine vivo» que «escribe la prosa más divertida y apasionante sobre el cine desde Pauline Kael». John Banville lo llamó «el mejor escritor vivo de cine» y Michael Ondaatje dijo que «es nuestro historiador de la pantalla más argumentativo y confiable». En 2010, The New Biographical Dictionary of Film fue nombrado el mejor libro sobre cine según una encuesta de Sight & Sound; su novela Sospechosos también recibió múltiples votos.

## Biografía
Thomson nació en Londres. Enseñó estudios cinematográficos en Dartmouth College y ha sido colaborador habitual de The New York Times, Film Comment, Movieline, The New Republic, y Salon. Thomson formó parte del comité de selección del Festival de Cine de Nueva York, y escribió el guion de un documental premiado, The Making of a Legend: Gone with the Wind.
Thomson ayudó a revivir el interés en el director Michael Powell (junto con Emeric Pressburger, la mitad del dúo cinematográfico conocido como los Archer). Roger Ebert escribe que «Powell fue rescatado de la oscuridad y la relativa pobreza primero por el crítico de cine David Thomson, cuyo Biographical Dictionary of Film contenía una elogiosa entrada sobre el director. Powell escribió agradeciendo a Thomson, quien lo invitó a enseñar en el Dartmouth College. El viaje a América llevó a Powell a conocer a Martin Scorsese, un devoto de las películas de los Archer desde que tenía once o doce años, y la editora de Scorsese, Thelma Schoonmaker, quien finalmente se convirtió en la esposa de Powell».
Thomson ha escrito varias biografías, en particular Rosebud: The Story of Orson Welles. En 1985 publicó Suspects, una novela metaficticia que imagina las historias secretas de personajes de cine negro como Norma Desmond de Sunset Boulevard y Noah Cross de Chinatown. Charles Champlin, en Los Angeles Times, calificó a Suspects como «el uso más salvaje e imaginativo de las películas como material que jamás haya leído». Graham Fuller lo nombró uno de sus libros cinematográficos favoritos y dijo: «Thomson era un historiador que escribía como un novelista y, por lo tanto, era lógico que finalmente entrelazara la ficción con la historia en la serpentina Suspects, de la cual se puede aprender más sobre la iconografía del cine negro que en muchos libros de texto valiosos». Siguió esto en 1990 con Silver Light, que mezcla personajes reales y ficticios de la historia del wéstern; Publishers Weekly señala que el «elenco incluye Willa Cather, Montgomery Clift, Charles Ives, Roy Bean y numerosos personajes sacados de contrabando de películas como The Man Who Shot Liberty Valance y McCabe & Mrs. Miller». Thomson ha escrito guiones, incluido Fierce Heat, que iba a ser producido por Martin Scorsese y dirigido por Stephen Frears.
Thomson ha escrito libros que combinan biografía y ficción, como Warren Beatty and Desert Eyes, que combina una biografía de Warren Beatty con ficción especulativa. Publishers Weekly escribió que «el análisis de Thomson del trabajo de Beatty es perspicaz», pero criticó la «tonta historia futurista de una California poblada de sobrevivientes del terremoto». Champlin calificó el libro de «impresionante y sin precedentes». También ha escrito un libro controvertido sobre Nicole Kidman, que según Peter Conrad «se desliza desde la observación crítica hasta la ensoñación subjuntiva», incluidas incursiones en «un territorio que es mejor dejar a la pornografía». Lawrence Levi, en The New York Times, lo llamó una «nota entremezclada extraña e indecorosa».
En The New Biographical Dictionary of Film, Thomson recuerda a su amigo Kieran Hickey, un realizador de documentales. Thomson escribió algunas de las películas de Hickey, incluida Faithful Departed, un breve documental sobre el Dublín del Ulises de James Joyce. Thomson le da crédito a Hickey por darle forma a su libro: «No pretendo desviar la responsabilidad. Kieran ayudó en la investigación de todas las ediciones de este libro; lo comentó y mejoró en cada página. Pero su contribución más profunda fue a los años de charla, el clima de tomar fotografías en serio, eso me hizo pensar que este libro era posible. Si sientes la necesidad de volver a hablar de este libro, entonces debes saber que Kieran allanó el camino». Hickey murió en 1993 y Thomson escribe que «en cierto modo siento que las películas se acabaron ahora que él ya no está».
Ha confesado que prefiere escribir libros que escribir películas.
Thomson vive en San Francisco con su esposa e hijos. En 2014, el Festival Internacional de Cine de San Francisco anunció que Thomson recibiría el premio Mel Novikoff en su 57.º festival anual. Esto se otorga a quienes hacen contribuciones significativas a la comunidad cinematográfica del Área de la Bahía.

## Películas favoritas
Thomson participó en la encuesta Sight & Sound en 2002, 2012 y 2022. En 2002, prologó su lista con un «Las quiero también» a Amanecer, El reportero, Los paraguas de Cherburgo, En un lugar solitario, L'Atalante, Madame de... , Las zapatillas rojas, A quemarropa, Persona, Las tres noches de Eva, The Awful Truth, El bazar de las sorpresas, La ventana indiscreta, Meet Me in St. Louis, Pat Garrett y Billy the Kid, La noche del cazador, El eclipse, Providence, Belle de jour, Chinatown, Mulholland Drive y «casi todo lo de Howard Hawks excepto la que mencionaré eventualmente» antes de nombrar sus diez mejores.
2002: Terciopelo azul, Celine y Julie van en barco, Citizen Kane, El conformista, His Girl Friday, Un condenado a muerte se ha escapado, La regla del juego, Pierrot el loco, Ese oscuro objeto del deseo y Los cuentos de la luna pálida.
2012: Terciopelo azul, Celine y Julie van en barco, Citizen Kane, El conformista, Hiroshima mon amour, His Girl Friday, Pierrot el loco, La regla del juego, El bazar de las sorpresas y Los cuentos de la luna pálida.
2022: The Big Sleep, Celine y Julie van en barco, Citizen Kane, I pugni in tasca, Magnolia, Un condenado a muerte se ha escapado, Pierrot el loco, El bazar de las sorpresas, The Underground Railroad y The Vietnam War.